# 7 ميدجس
7 ميدجس (بالإنجليزية: 7 Mages)‏ هي لعبة فيديو تقمص الأدوار طورتها نابليون غيمز في 14 مارس 2016، تعمل على أنظمة ويندوز، آي أو إس، أندرويد، لينكس، ماك أو إس.
فكرة اللعبة هي تحريك اللاعب للمربعات في الوقت الفعلي، لكن المعارك تعتمد على تبادل الأدوار. ولكل ساحر تخصص، مثل أن يكون محاربًا أو راميًا. وهي شبيهة بلعبة براني سكيلدالو.
وقد حصلت اللعبة على أكثر من 100 ألف عمليل تنزيل، وتقييم 3,6 على جوجل بلاي.